# Harmstorf
Harmstorf település Németországban, azon belül Alsó-Szászország tartományban. Lakosainak száma 814 fő (2023. december 31.). Harmstorf Seevetal és Bendestorf községekkel határos.

## Népesség
A település népességének változása:
| Lakosok száma | 851  | 829  | 848  | 825  | 815  | 814  |
|               | 2016 | 2017 | 2019 | 2021 | 2022 | 2023 |